# Thieleella flemingi
Thieleella flemingi är en snäckart som beskrevs av B.A. Marshall 2002. Thieleella flemingi ingår i släktet Thieleella och familjen Anatomidae. Inga underarter finns listade i Catalogue of Life.